# NGC 6163
NGC 6163 (również PGC 58250 lub HCG 82B) – galaktyka soczewkowata (SB0), znajdująca się w gwiazdozbiorze Herkulesa. Odkrył ją Édouard Jean-Marie Stephan 30 czerwca 1870 roku. Należy do zwartej grupy galaktyk Hickson 82 (HCG 82).